# Riserva naturale integrale Grotta di Carburangeli
La riserva naturale integrale Grotta di Carburangeli è un'area naturale protetta situata nel comune di Carini, nella città metropolitana di Palermo ed è stata istituita nel 1995 ed affidata in gestione al Comitato Regionale Siciliano di Legambiente.

## Territorio
L'area protetta “Grotta Carburangeli” è individuata, ai sensi della L.R. 14/88, come riserva naturale integrale, al fine di conservare nella sua integrità l'ambiente naturale perché di elevato interesse speleologico, paleontologico, biologico e archeologico.
Ubicata nella pianura costiera di Carini, nei pressi di Villagrazia di Carini, consiste in una cavità a sviluppo prevalentemente orizzontale, di circa 400 metri costituita da diversi vani.

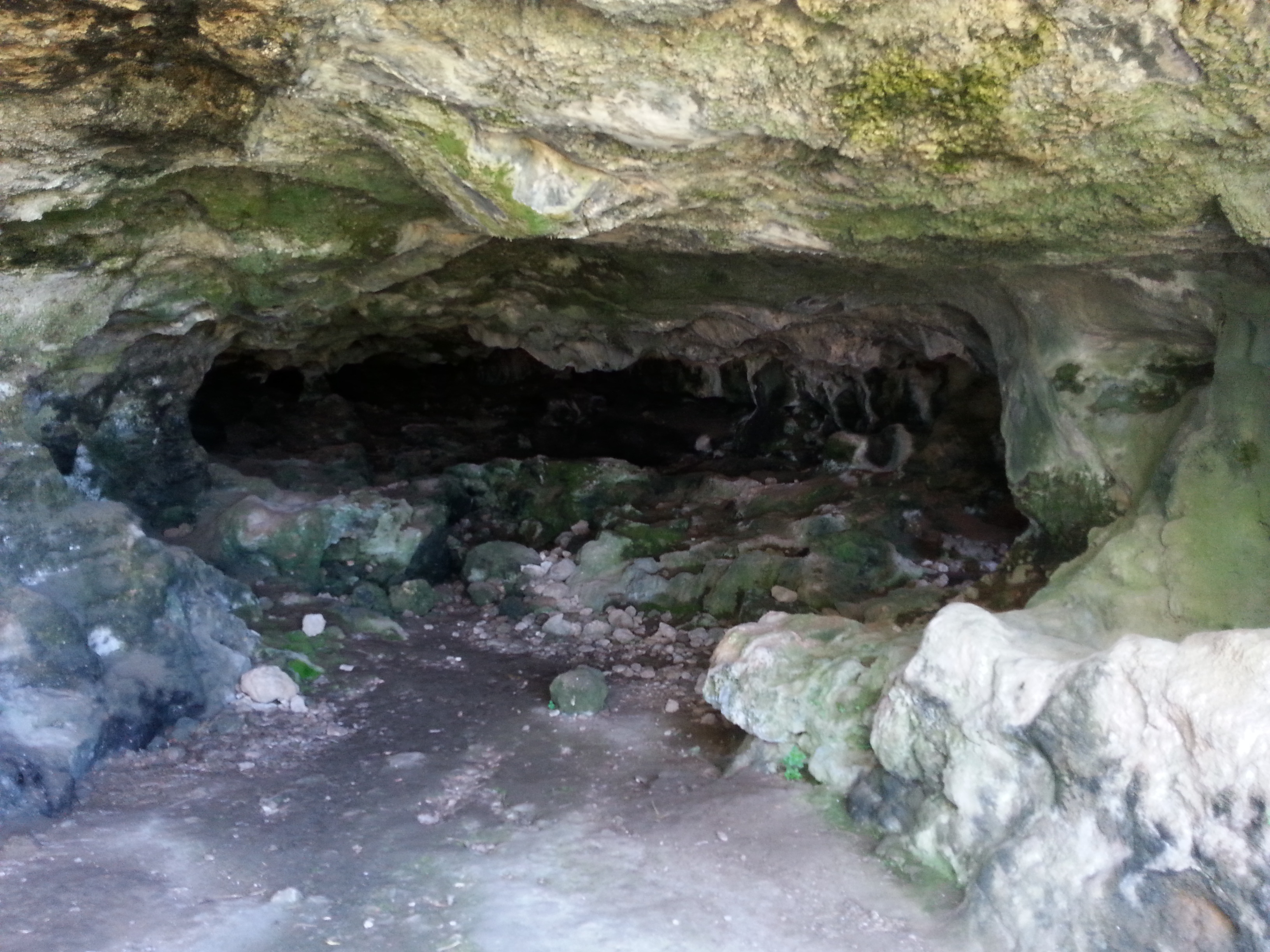
Interno della grotta
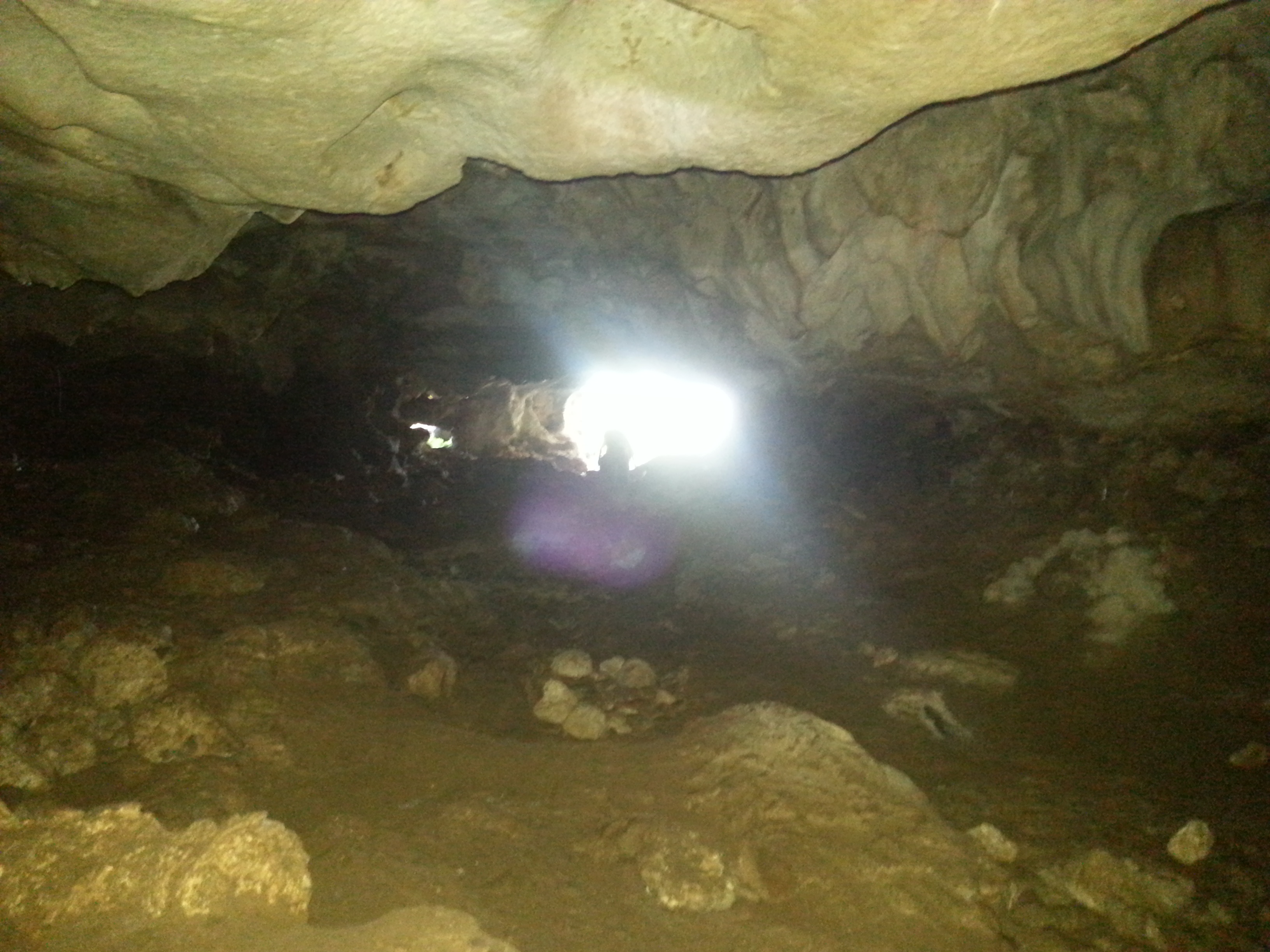

## Fauna
Durante le campagne di scavo eseguite nel corso degli ultimi secoli all'interno della grotta di Carburangeli ed in altre cavità limitrofe, sono stati rinvenuti numerosi resti fossili appartenenti a specie animali estinte o scomparse dalla Sicilia come l'elefante, l'orso, la iena, il bisonte ed il cervo.
Per la protezione della delicata fauna cavernicola presente dentro la grotta di Carburangeli, incluso gli esemplari di pipistrello appartenenti alla specie Myotis myotis, l'Ente gestore ha avviato un monitoraggio dei parametri climatici ipogei attraverso il quale è possibile regolamentare, in maniera compatibile, l'attività di fruizione.
Dal punto di vista naturalistico, il sito è popolato da piccoli organismi troglobi quali insetti, crostacei, ragni, millepiedi e molluschi che, perfettamente adattati alle condizioni del mondo ipogeo, sono generalmente caratterizzati da modifiche degli organi di senso, dalla variazione dei cicli biologici e da fenomeni di depigmentazione (perdita di colore).